# 1. česká futsalová liga 2002/2003
V soubojích 11. ročníku 1. české futsalové ligy 2003/04 se utkalo v základní části poprvé v historii soutěže 12 týmů dvoukolovým systémem podzim – jaro (v minulém ročníku bylo v soutěži 14 týmů). Do vyřazovací části postoupilo prvních osm týmů v tabulce. Nováčky soutěže se staly týmy Car System Cheb (vítěz 2. ligy – sk. Západ) a FK ERA-PACK Chrudim (vítěz 2. ligy – sk. Východ). Vítězem základní části soutěže se stal tým Megas Frenštát pod Radhoštěm. Sestupujícími se staly týmy FC Torf Pardubice a Car System Cheb. Vítězem soutěže se stal tým 1. FC Nejzbach Vysoké Mýto, který ve finále porazil tým Megas Frenštát pod Radhoštěm 2:1 na zápasy.

## Kluby podle krajů
- Praha (2): FC Benago Praha, FK Viktoria Žižkov
- Středočeský (1): FC Total Slavík Bakov nad Jizerou
- Karlovarský (1): Car System Cheb
- Liberecký (1): SK Alfa Liberec
- Pardubický (3): FK ERA-PACK Chrudim, FC Torf Pardubice, 1. FC Nejzbach Vysoké Mýto
- Jihomoravský (1): Helas Brno
- Moravskoslezský (3): Megas Frenštát pod Radhoštěm, SK Cigi Caga Jistebník, FC Mikeska Ostrava

## Základní část
| Poř. | Tým                               | Z  | V  | R | P  | VG  | OG  | B  |
| ---- | --------------------------------- | -- | -- | - | -- | --- | --- | -- |
| 1.   | Megas Frenštát pod Radhoštěm      | 22 | 13 | 3 | 6  | 109 | 75  | 42 |
| 2.   | 1. FC Nejzbach Vysoké Mýto        | 22 | 12 | 4 | 6  | 112 | 85  | 40 |
| 3.   | FC Total Slavík Bakov nad Jizerou | 22 | 11 | 6 | 5  | 102 | 88  | 39 |
| 4.   | FK ERA-PACK Chrudim               | 22 | 10 | 6 | 6  | 96  | 78  | 36 |
| 5.   | FC Benago Praha                   | 22 | 10 | 4 | 8  | 84  | 74  | 34 |
| 6.   | FK Viktoria Žižkov                | 22 | 10 | 4 | 8  | 99  | 92  | 34 |
| 7.   | SK Cigi Caga Jistebník            | 22 | 8  | 4 | 10 | 85  | 75  | 31 |
| 8.   | Helas Brno                        | 22 | 8  | 5 | 9  | 90  | 96  | 29 |
| 9.   | SK Alfa Liberec                   | 22 | 8  | 3 | 11 | 128 | 142 | 27 |
| 10.  | FC Mikeska Ostrava                | 22 | 7  | 3 | 12 | 67  | 90  | 24 |
| 11.  | FC Torf Pardubice                 | 22 | 6  | 1 | 15 | 59  | 92  | 19 |
| 12.  | Car System Cheb                   | 22 | 6  | 1 | 15 | 77  | 121 | 19 |

Poznámky
- Z = Odehrané zápasy; V = Vítězství; R = Remízy; P = Prohry; VG = Vstřelené góly; OG = Obdržené góly; B = Body

|  | Postup do vyřazovací části soutěže  |
|  | Sestup do příslušné skupiny 2. ligy |

## Vyřazovací část

### Čtvrtfinále
| Tým A                        | Výsledek série | Tým B                  | Výsledky jednotlivých zápasů |
| ---------------------------- | -------------- | ---------------------- | ---------------------------- |
| Megas Frenštát pod Radhoštěm | 2:1            | Helas Brno             | 7:4, 2:4, 3:0                |
| 1. FC Nejzbach Vysoké Mýto   | 2:1            | SK Cigi Caga Jistebník | 5:1, 1:2, 4:4pp (3:2pk)      |
| FC TS Bakov nad Jizerou      | 0:2            | FK Viktoria Žižkov     | 3:4, 3:3pp (2:4pk)           |
| FK ERA-PACK Chrudim          | 2:1            | FC Benago Praha        | 10:1, 4:7, 7:4               |

### Semifinále
| Tým A                        | Výsledek série | Tým B               | Výsledky jednotlivých zápasů |
| ---------------------------- | -------------- | ------------------- | ---------------------------- |
| Megas Frenštát pod Radhoštěm | 2:0            | FK Viktoria Žižkov  | 9:5, 7:3                     |
| 1. FC Nejzbach Vysoké Mýto   | 2:0            | FK ERA-PACK Chrudim | 4:2, 5:1                     |

### Finále
| Tým A                        | Výsledek série | Tým B                      | Výsledky jednotlivých zápasů |
| ---------------------------- | -------------- | -------------------------- | ---------------------------- |
| Megas Frenštát pod Radhoštěm | 1:2            | 1. FC Nejzbach Vysoké Mýto | 6:3, 1:4, 6:7                |

## Vítěz
| 1. celostátní liga 2002/03 1. FC Nejzbach Vysoké Mýto (1. titul) |